# Catalpa brevipes
```

```

Catalpa brevipes је малено листопадно дрво из рода Catalpa, односно из породице Bignoniaceae. Налази се на црвеном списку IUCN-а где је уведен као рањиви таксон. 
Пронађен је у само три карипске државе: на Куби (на крајњем југу земље у планинском делу Сијера Маестре), Доминиканској Републици и на Хаитију. 
Обитава углавном у сувим шумама са кречњачком основом у тлу. 